# Rally-X
Rally-X (ラリーX) est un jeu vidéo de course et de labyrinthe développé par Namco et sorti en 1980 sur borne d'arcade et MSX.
Il a fait l'objet d'une suite, New Rally-X en 1981.

## Système de jeu
Rally-X est un jeu de poursuite dans un labyrinthe où le joueur contrôle une voiture de course de Formule 1 bleue. L'objectif est de collecter les drapeaux jaunes disséminés dans un labyrinthe fermé tout en évitant les collisions avec les voitures rouges qui poursuivent le joueur. Les labyrinthes défilent dans les quatre directions cardinales et sont parsemés d'impasses, de longs couloirs et de rochers immobiles qui nuisent au joueur. Chaque niveau contient dix drapeaux qui augmentent leur valeur en points lorsqu'ils sont collectés successivement. L'un des drapeaux est un « drapeau spécial », indiqué par un S, qui double la valeur de chaque drapeau collecté par la suite. Le joueur peut temporairement assommer les voitures rouges à l'aide d'écrans de fumée, ce qui épuise une partie de leur compteur de carburant situé à droite de l'écran. Le compteur s'épuise constamment au fur et à mesure que le joueur prend du temps dans un niveau, et agit comme un chronomètre. Au fur et à mesure que le jeu progresse, d'autres voitures rouges sont ajoutées et deviennent plus agressives.
Le joueur dispose d'un radar sous son compteur de carburant, qui affiche sa position actuelle sur la carte ainsi que l'emplacement des drapeaux et des voitures rouges. Le troisième niveau et tous les quatre niveaux suivants sont des tours de bonus (appelés « Charanging Stage »), où l'objectif est de collecter les drapeaux en un certain temps. Dans ces tours bonus, les voitures rouges restent inactives et ne poursuivent le joueur que si elles n'ont plus de carburant

## Accueil
- AllGame : 2,5/5[1]